# قرار مجلس الأمن التابع للأمم المتحدة رقم 291
اعتُمد قرار مجلس الأمن التابع للأمم المتحدة رقم 291 بالإجماع في 10 ديسمبر 1970، بعد التأكيد على القرارات السابقة بشأن هذا الموضوع، ومشيرا إلى التطورات المشجعة الأخيرة، مدد مجلس ولاية قوة الأمم المتحدة لحفظ السلام في قبرص لفترة أخرى، تنتهي في 15 يونيو 1971. كما دعا المجلس الأطراف المعنية مباشرة إلى مواصلة العمل بأقصى درجات ضبط النفس والتعاون الكامل مع قوة حفظ السلام.